# 양수청
양수청(중국어 정체자: 楊秀淸, 병음: Yang Xiuqing, 1821년 - 1856년 9월 2일)은 태평천국의 지도자 중 한 명이다. 홍수전(洪秀全)으로부터 동왕에 봉해졌으며 구천세(九千歲)라고 칭했다.

## 생애
광서성(廣西省) 계평(桂平) 출신의 객가인(客家人)이다. 어려서 숯을 팔았지만, 일찍부터 홍수전이 창시한 기독교 비밀결사 '배상제회(拜上帝會)'에 가입했다. 1848년, 배상제회 간부였던 풍운산을 청나라 관리들이 잡혀가자 홍수전은 그를 구출하기 위해 광저우에 다녀왔다. 따라서 교도들의 동요가 심해졌기 때문에 양수청은 독단으로 야훼의 신탁이라고 주장하는 ‘천부하범’(天父下凡)을 행했고, 그 결과 사람들의 동요를 진정시키는데 성공했다. 풍운산이 석방되자 광서성에 돌아온 홍수전은 양수청의 ‘천부하범’을 인정하고 양수청을 수뇌부로 삼았다.
1851년, 금전봉기 이후 홍수전은 양수청을 긍정적으로 보고, 군사와 동왕에 임명하여 다른 네 왕보다 상위에 두었다. 남왕 풍운산, 서왕 소조귀가 전사하면서 권력은 양수청에게 집중되었다. 태평천국군의 진격을 실제로 지휘하고 있었던 것도 양수청이었다. 1853년, 태평천국군은 난징을 함락하고, 천경(天京)으로 이름을 바꾸고 수도로 삼았다. 그 후 북벌과 서정을 결정했지만, 전자는 괴멸되고, 후자는 일정한 성과를 거뒀지만 청군의 주력을 괴멸시키지 못했다.
이때 천왕 홍수전은 명목상 각 왕의 위에 있었지만, 실제로는 양수청이 지배하고 있었다. 양수청의 결정에 홍수전은 반대할 수 없는 구조였다. 양수청은 종종 ‘천부하범’을 내세워 자신의 명령에 따르게 했다. 결국, 양수청의 전횡은 더욱 심해졌고, 홍수전과 다른 여러 왕들과의 갈등은 깊어져 갔다. 타카시마 토시오의 《중국의 대도적 · 완전판》에 따르면, 천부하범(天父下凡)에 의해 홍수전이 천왕부에서 사람들 앞에서 양수청에게 엎드려 몽둥이질을 당한 적도 있었다고 한다.
1856년, 양수청은 민중에 홍수전과 동등하게 자신에 대해서도 ‘만세’라고 칭하라는 내용의 ‘천부하범’할 때까지 되었다. (당시 ‘만세’는 황제에게만 허용되는 것으로, 태평천국은 홍수전에게만 ‘만세’라고 주창, 양수청은 ‘9천세’에서 다음과 제왕은 팔천세, 칠천세로 이어지고 있었다). 홍수전은 여기에 이르러서는 더 이상 양수청의 성장을 간과할 수 없다고 판단하여 마침내 북왕 위창휘와 익왕 석달개에게 양수청을 토벌하는 밀명을 내렸다. 위창휘는 9월 1일에 천경에 들어가 다음날 연왕 진일강과 동왕부를 습격하여 양수청 일족과 그의 군사 2만 명을 살해했다. 이때 여성 참모로 양수청의 비서였던 부선상도 죽은 것으로 보인다. 이것을 ‘천경사변’이라고 말했다. 이 혼란을 계기로 태평천국의 세력은 쇠퇴하고 결국 청나라와의 형세는 역전되었다.

## 같이 보기
- 태평천국의 난